# Dai Xuezheng
Dai Xuezheng (xinès simplificat: 戴学正; xinès tradicional: 戴學正; pinyin: Dài Xuézhèng) també conegut com a Yúnsōu i Míngāng fou un pintor contemporani xinès (a més de poeta i teòric d'art) que va néixer l'any 1914 i va morir el 1984. Era originari de Wenzhou, província de Zhejiang. Com a paisatgista es va inspirar en les pintures dels mestres Song i Yuan. Va ser deixeble de Wángzhèng i Wú Húfán, del qual va ser un seguidor. Es va graduar a l'Acadèmia de Belles Arts de Xangai. Fou amic de pintors com Lóu Xīnhú, Wú Fúzhī i Sū Mèisù. Arran de la instauració de la República Popular de la Xina va retornar a Wenzhou on va ensenyar pintura. Autor de diversos tractats sobre pintura i literatura. La seva producció poètica està vinculada amb el Grup de Jiangxi.